# Kvibille församling
Kvibille församling var en församling i  Göteborgs stift i Halmstads kommun. Församlingen uppgick 2008 i Slättåkra-Kvibille församling.
Församlingskyrka var Kvibille kyrka

## Administrativ historik
Församlingen har medeltida ursprung. Församlingen var till 2008 annexförsamling i pastoratet Slättåkra och Kvibille som mellan 1962 och 1974 också omfattade Holms församling. Församlingen uppgick 2008 i Slättåkra-Kvibille församling.
Församlingskod var 138015